# Антициан
Антициан (диэтиламинофенол) — вещество, которое может использоваться в качестве антидота при отравлении синильной кислотой и цианидами.
Выпускается в ампулах по 1 мл 20 % раствора. Лечебная эффективность препарата связана с его способностью к метгемоглобинообразованию и активации биохимических процессов тканевого дыхания в органах и системах. Он улучшает кровоснабжение головного мозга, благоприятно влияет на сердечную деятельность, повышает устойчивость организма к гипоксии.
В полевых условиях антициан вводится внутримышечно (1 мл 20 % раствора на 60 кг массы тела). При тяжелых отравлениях допускается повторное введение антициана внутривенно через 30 минут по 0,75 мл 20 % раствора или внутримышечно по 1 мл через 1 час после первого введения. Для внутривенного введения препарат разводят в 10 мл 25—40 % раствора глюкозы или 0,85 % р-ра NaCl. Тиосульфат натрия потенцирует действие антициана.